# بریکستون
بریکستون (به انگلیسی: Brixton) نام یکی از ناحیه‌های بخش لمبس است که در محدوده جنوبی لندن بزرگ واقع شده‌است. این ناحیه، دارای مساحتی به میزان ۶٫۱ کیلومتر است.

## افراد برجسته
- سی. ال. آر. جیمز[۲][۳]

دیگر اشخاص مرتبط با بریکستون:
- دیوید بویی
- پل سیمونون و میک جونز
- درام اند بیس
- موسیقی هاوس
- شارون آزبورن، همسر آزی آزبورن
- اسکین
- ادل
- لوال دنگ